# الطاقة في كوريا الجنوبية

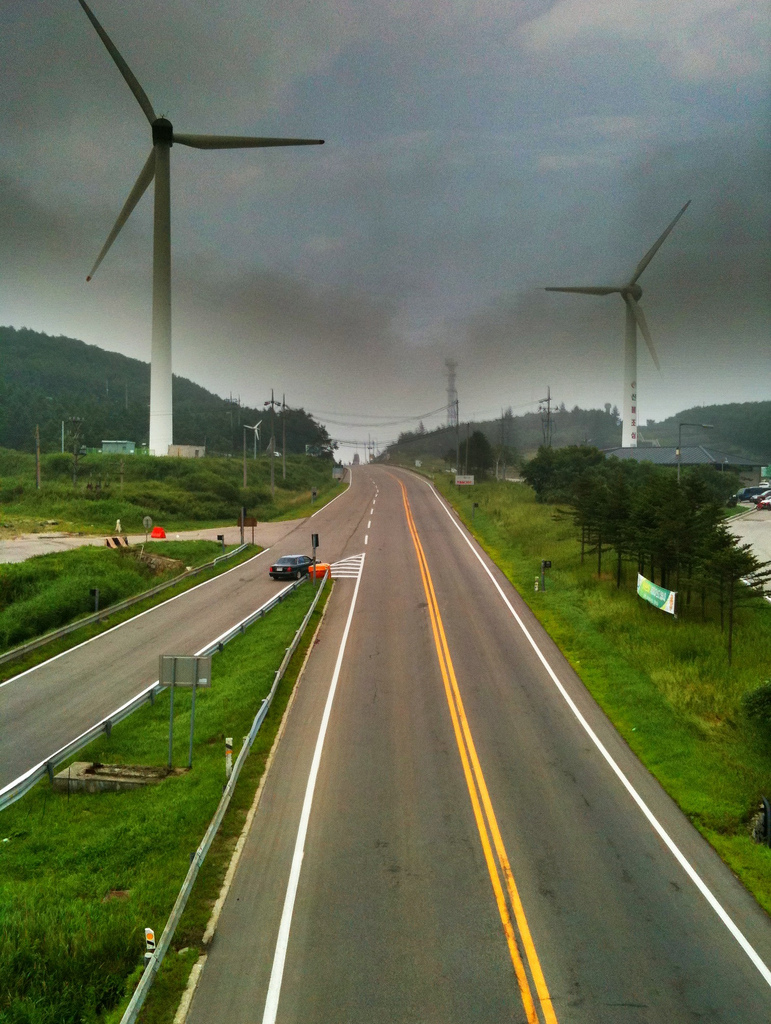
مزرعة الرياح يونبيون

تعد كوريا الجنوبية مستوردًا رئيسيًا للطاقة، حيث تستورد جميع احتياجاتها النفطية تقريبًا وتحتل المرتبة الثانية كأكبر مستورد للغاز الطبيعي المسال في العالم. يأتي توليد الكهرباء في البلاد بشكل أساسي من الطاقة الحرارية التقليدية التي تمثل أكثر من ثلثي الإنتاج ومن أيضاً الطاقة النووية.
سيطرت الشركات الحكومية على منتجي الطاقة، على الرغم من وجود مناجم الفحم ومصافي النفط التي يديرها القطاع الخاص. أقر مجلس الأمة برنامجًا واسعًا لإعادة هيكلة قطاع الكهرباء في عام 2000، لكن عملية إعادة الهيكلة توقفت وسط جدل سياسي في عام 2004 ولا تزال موضوع نقاش سياسي حاد.
ليس لدى كوريا الجنوبية احتياطيات نفطية مؤكدة. إذ حتى الثمانينيات من القرن الماضي لم يتم العثور على أي نفط في البحر الأصفر والجرف القاري بين كوريا واليابان في عمليات التنقيب في البحر الأصفر والجرف القاري. وإمدادات الفحم في البلاد غير كافية وذات جودة منخفضة.
إن إمكانات الطاقة الكهرومائية محدودة بسبب التغيرات الموسمية العالية في الطقس وتركيز هطول الأمطار في الصيف.
اعتبارًا من عام 2017، تعهد رئيس كوريا الجنوبية مون جاي إن بإنهاء اعتماد البلاد على الفحم وقال أيضًا إن الأمة ستبتعد عن الطاقة النووية. وقد اتخذ خطوة كبيرة في هذا الاتجاه في يونيو، قائلاً إن بلاده لن تحاول إطالة عمر محطاتها النووية، وستغلق المحطات القائمة التي تعمل بالفحم، ولن تبني أي محطات فحم جديدة.
وفي السنوات الأخيرة، حددت كوريا الجنوبية اتجاهًا جديدًا لقطاعها في الطاقة مع وضع أهداف كبيرة لإزالة الكربون، تهدف إلى زيادة حصة الكهرباء من مصادر الطاقة المتجددة من 6٪ في عام 2019 إلى 35٪ بحلول عام 2030.

## ملخص
استهلاك الطاقة النهائي حسب المصدر (2010):
- الفحم: 27.6 مليون طن من النفط المكافئ (14.2٪)
- البترول: 100.5 مليون طن متري (51.6٪)
- الغاز الطبيعي المسال: 21.9 طن متري (11.3٪)
- الكهرباء: 37.3 مليون طن متري (19.2٪)
- الحرارة: 1.7 مليون طن متري (0.9٪)
- الطاقة المتجددة: 5.8 مليون طن متري (3٪)

| | رأس المال | الطاقة الأولية | الإنتاج      | المستورد     | الكهرباء     | انبعاث ثاني أكسيد الكربون |
| | مليون     | تيراوات ساعة   | تيراوات ساعة | تيراوات ساعة | تيراوات ساعة | جبل                       |
| --- | --------- | -------------- | ------------ | ------------ | ------------ | ------------------------- |
| 2004 | 48.08     | 2،478          | 442          | 2،140        | 355          | 462                       |
| 2007 | 48.46     | 2،584          | 494          | 2،213        | 412          | 489                       |
| 2008 | 48.61     | 2639           | 520          | 2،269        | 430          | 501                       |
| 2009 | 48.75     | 2665           | 515          | 2،304        | 438          | 515                       |
| 2010 | 48.88     | 2908           | 522          | 2،571        | 481          | 563                       |
| 2012 | 49.78     | 3،029          | 546          | 2644         | 506          | 588                       |
| 2012R | 50.00     | 3،064          | 538          | 2،659        | 517          | 593                       |
| 2013 | 50.22     | 3،068          | 507          | 2723         | 524          | 572                       |
| تغيير 2004-10 | 1.7٪      | 17.3٪          | 18.1٪        | 20.1٪        | 35.5٪        | 21.9٪                     |
| Mtoe = 11.63 تيراواط ساعة ، بريم. تتضمن الطاقة خسائر الطاقة التي تبلغ 2/3 للطاقة النووية 2012R = تغيرت معايير حساب ثاني أكسيد الكربون ، تم تحديث الأرقام |           |                |              |              |              |                           |

## الطاقة الكهربائية

### تاريخ الطاقة الكهربائية
قدمت شركة كوريا للطاقة الكهربائية (كيبكو) الكهرباء في البلاد. عندما تأسست شركة كيكو، سلف كيبكو، في عام 1961، كان إنتاج الطاقة السنوي 1770 جيجاوات ساعة. بلغ الإنتاج 73992 جيجاوات ساعة في عام 1987. في ذلك العام ، استخدم العملاء السكنيون 17.9٪ من إجمالي الإنتاج، واستخدمت الشركات العامة والخدمية 16.2٪، والقطاع الصناعي 65.9٪.
كانت مصادر توليد الطاقة في المقام الأول هي الطاقة النووية والفحم والنفط والغاز الطبيعي المسال. من بين 54885 جيجاواط ساعة من الكهرباء المولدة في عام 1985، جاء 22٪ من المحطات النووية التي كانت قيد التشغيل، و74٪ من المحطات الحرارية غير النووية (النفط والفحم) ، و4٪ من المواقع الكهرومائية. تم التنبؤ في عام 1988 أن هيكل التوليد بحلول عام 2000 سيكون 10.2٪ الطاقة كهرمائية، 12.2٪ نفط، 22.9٪ فحم ، 10.2٪ غاز طبيعي مسال ، 44.5٪ نووي.
| المصدر        | 2008            | 2009           | 2010            | 2011            |
| حرارية        | 264.747 (62.7٪) | 278400 (64.2٪) | 315608 (66.5٪)  | 324354 (65.3٪)  |
| نووية         | 150958 (35.7٪)  | 147771 (34.1٪) | 148.596 (31.3٪) | 154.723 (31.1٪) |
| طاقة كهرمائية | 5،561 (1.3٪)    | 5،641 (1.3٪)   | 6472 (1.4٪)     | 7831 (1.6٪)     |
| آخرى          | 1،090 (0.3٪)    | 1،791 (0.4٪)   | 3،984 (0.8٪)    | 9،985 (2.0٪)    |
| المجموع       | 422355          | 433604         | 474660          | 496893          |

#### الطاقة المتجددة

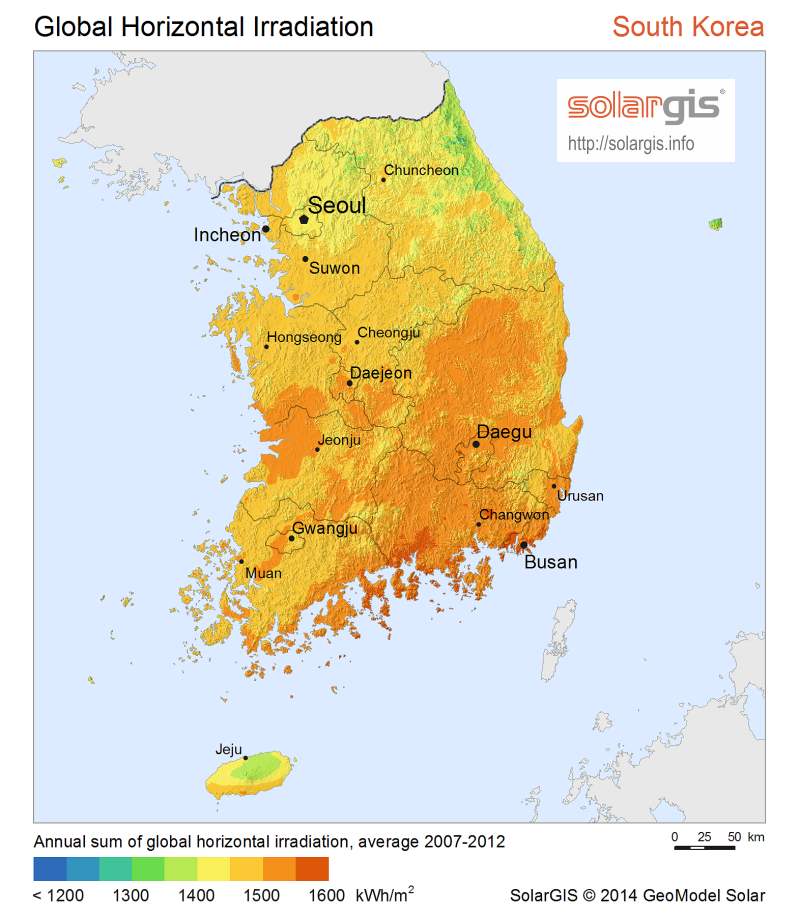
خريطة إمكانات الطاقة الشمسية

## الاحتباس الحراري

تطوير انبعاثات ثاني أكسيد الكربون